# Josephine Mai Thị Mậu
Josephine Mai Thị Mậu là một nữ tu thuộc Tu hội Nữ tử Bác ái Thánh Vinh Sơn của Giáo hội Công giáo Rôma. Bà nguyên là giám đốc Trại phong Di Linh, Lâm Đồng. Bà từng được Chủ tịch nước Việt Nam tặng Huân chương Lao động hạng III và là tu sĩ đầu tiên được nhận danh hiệu Anh hùng Lao động của chính phủ Việt Nam.

## Cuộc đời
Josephine Mai Thị Mậu tên thật là Mai Thị Mậu (Josephine là Tên Thánh của bà) sinh năm 1941 tại xã Hải An, huyện Hải Hậu, tỉnh Nam Định. Năm 12 tuổi, bà theo gia đình vào Sài Gòn và học hết phổ thông. Trong lúc chờ kết quả thi tú tài, một người bạn bà Mậu rủ bà đến Bệnh viện Nhi Đồng thăm người cháu bị bệnh. Tại bệnh viện, chứng kiến những đứa trẻ đau đớn kêu khóc vì bệnh tật, bà nảy ra ý định sẽ theo học ngành y để chăm sóc họ. Sau khi nhận bằng tốt nghiệp, bà xin vào dòng Nữ tử bác ái Vinh Sơn và được nhà dòng cho theo học nghề y tá. Năm 1968, Sơ Mai Thị Mậu tốt nghiệp Trung cấp Y dược ở Sài Gòn, bà xung phong lên miền Thượng và được nhà dòng cử về Trại Cùi Di Linh để cùng cộng sự với Giám mục Gioan Cassaigne Sanh. Bà đã có hơn 50 năm làm việc và chung sống với các bệnh nhân phong. Khi ngoài 70 tuổi, dù đã nghỉ hưu nhưng Mơi Mậu, tên gọi trìu mến nghĩa là Mẹ của các bệnh nhân phong gọi bà, vẫn tiếp tục công việc chăm sóc các bệnh nhân và làm cố vấn ở trại phong Di Linh

## Chăm sóc bệnh nhân phong
Công việc hàng ngày của nữ tu Mai Thị Mậu ở trại phong rất tất bật. Trại phong có hàng trăm bệnh nhân, nhưng có những gia đình mấy thế hệ đều là bệnh nhân và đều do chính tay Sơ Mậu chăm sóc. Sơ Josephine luôn bận rộn với công việc từ 7 giờ sáng đến 5 giờ chiều mỗi ngày. Ngoài việc chăm sóc y tế cho các bệnh nhân, bà còn hướng dẫn cho một số bệnh nhân còn sức lao động có thể tự làm ra những sản phẩm từ chính bàn tay của họ như làm vườn cà phê....
Sơ Mậu không chỉ tìm cách chữa lành cho các bệnh nhân phong mà bà còn tìm ra hướng đi cho các bệnh nhân có thể hoà nhập với cộng đồng, xã hội. Với bệnh nhân, bà khuyên họ ý chí vươn lên, dạy họ học hành. Không có giáo viên, bà cùng với các nữ tu trong dòng tự làm giáo viên. Không có giáo án, sách giáo khoa, các nữ tu tự mày mò tìm ra cách dạy sao cho người bệnh đọc được chữ, biết làm tính. Con em bệnh nhân được nhà dòng nuôi ăn, ngủ tại trại để chuyên lo việc học văn hoá dưới sự giám sát của các nữ tu. Tối đến, Sơ Mậu lại làm mẹ với hàng trăm em nhỏ con em của bệnh nhân phong và chăm lo cho các trẻ làm bài tập rồi giấc ngủ. Cách làm việc chứa đựng đầy tâm huyết, tình cảm yêu thương của bà đã định hướng cho một số em đi theo nghề y và quay về phục vụ lại chính những bệnh nhân của trại Di Linh.
Sơ Mai Thị Mậu chăm lo cho các bệnh nhân từ những chuyện nhỏ nhặt nhất như làm giày dép cho bệnh nhân đi đỡ đau, đến những việc đòi hòi công sức rất lớn như lo kiếm đất, tạo lập một cơ sở 2 cho trại. Bà vận động xây dựng và hình thành một làng mới cho các gia đình bệnh nhân đã lành bệnh. Bà Mậu giúp họ có cơ hội làm kinh tế và hội hoà nhập với cộng đồng. Ngôi làng hình thành ở xã Gia Hiệp, có hơn 135 gia đình tình nguyện đến nhập cư tại làng. Mỗi gia đình đều được cấp 4 sào đất và tiền mặt, được dạy trồng cà phê, chăn nuôi và cách tính toán quản lý gia đình.

## Đánh giá
- "... với soeur Mậu phải được phong hai, ba lần anh hùng mới xứng đáng!"_Tổng bí thư Lê Khả Phiêu.
- "... Là nữ tu sĩ, là nhà quản lý, là cán bộ y tế, nhưng trước hết, bà là một người phụ nữ mà lòng nhân hậu và những việc làm nhân từ của bà khó lời nào nói hết."_Trích Báo Nhân dân.

## Câu nói
- "... Chừng nào còn sống, tôi còn ăn ở với bệnh nhân phong!".
- "... Tôi là người may mắn được Chúa cho lành lặn nên tôi phải chia sẻ cho anh chị em tôi là các bệnh nhân phong. Tôi thay mặt những người lành lặn đến đây và tôi biết có nhiều người cũng muốn thế nhưng chưa có điều kiện.".

## Vinh danh
- Năm 2001, Chủ tịch nước trao tặng Huân chương Lao động hạng III[9].
- Năm 2005, là một trong 12 chiến sĩ thi đua tiêu biểu đại diện cho tỉnh Lâm Đồng tham dự Đại hội thi đua yêu nước được tổ chức tại thủ đô Hà Nội[10].
- Năm 2006, Đạt Danh hiệu Anh hùng lao động[11].
- Ngày 18 tháng 6 năm 2006, bà được tôn vinh là "10 phụ nữ làm rung động trái tim Việt Nam" do Hội Liên hiệp Phụ nữ, Thời báo Kinh tế Việt Nam và Đài Truyền hình Việt Nam tổ chức[12].
- Nhiều bài báo, chương trình truyền hình tìm hiểu để viết bài về tấm gương của bà như báo Nhân dân, Sài Gòn Giải Phóng, Tiền Phong, chương trình “Người xây tổ ấm” của Đài truyền hình Việt Nam. Khi các bài báo được đăng hoặc phát sóng đã rất nhiều người đến thăm trại phong Di Linh và cùng chia sẻ với các bệnh nhân cũng như tận mắt chứng kiến những việc làm âm thầm mà nghĩa tình của Sơ Mậu[5][13].